# I love you Suzuki!!
Suki Desu Suzuki-kun!! (Nhật: 好きです 鈴木くん !!?, tạm dịch: "Tớ thích cậu, Suzuki-kun!!"), có tên gọi khác là The Lovin' "S", là một loạt truyện tranh Nhật Bản được viết và sáng tác bởi Ikeyamada Gō. Truyện bắt đầu lần lượt từ tháng 10 năm 2008 trong tạp chí Shoujo Comic và kết thúc vào tháng 6 năm 2012. Các chương của truyện được thu thập và ở trong định dạng tankōbon bởi Shogakukan dưới nhãn Flower Comics. Câu chuyện được chia thành hai phần, phần đầu tiên tập trung vào những nhân vật chính trong những năm học cấp II của họ và phần sau là khi họ 17 tuổi. Một bộ anime của truyện được phát hành vào cuối năm 2009, cùng với một trò chơi cho Nintendo DS vào mùa hè năm 2010.

## Tình tiết
Vào tuổi 13, bốn người bạn cùng lớp đã bắt đầu thời gian học trung học cơ sở: Sayaka, Hikaru, Chihiro, và Shinobu. Trong khi Sayaka và Hikaru đang phát triển tình cảm với nhau, còn Chihiro, người bạn thuở nhỏ của Hikaru, lặng lẽ đau khổ vì mối chân tình bất thành với cậu thì Shinobu (người có cùng họ với Hikaru nhưng không có quan hệ họ hàng) đã yêu Chihiro. Suốt những năm học cấp II, bốn người đã biểu lộ những tâm tư, suy nghĩ của mình.
Trong năm học thứ ba của trung học cơ sở, tuổi 15, tất cả đã mất đi sự gắn kết trong tình yêu của họ. Tuy nhiên, khi họ đều đã 17 tuổi, trong giữa những năm học cấp III, mọi thứ đã thay đổi, và họ không thể quay về những gì họ từng có trước đây. 
Nhưng sau muôn vàn đau khổ đi qua, họ đã trở thành 2 cặp đôi hạnh phúc và cuối cùng, vào năm 23 tuổi, họ kết hôn.

## Nhân vật

### Nhân vật chính
Sayaka Hoshino (星野 爽歌, Hoshino Sayaka)
Được lồng tiếng bởi: Azumi Asakura (anime), Juri Takita (trò chơi)
Cô là một cô gái 13 tuổi nhút nhát và tự ti, người có một niềm đam mê mãnh liệt với nghề diễn xuất, bị thu hút từ những cảnh quay chiếu lại trên các bộ phim truyền hình. Sự diễn xuất đầy phi thường của cô đã được thừa nhận bởi Hikaru, và với sự khuyến khích của cậu, cô ấy đã tham gia câu lạc bộ kịch. Sayaka sau đó được thầy giáo của mình nhận ra tài năng của một nữ diễn viên thiên tài tương lại và tiếp tục giữ vai trò hàng đầu trong những hoạt động của trường. Còn ở nhà, sự diễn xuất thú vị của cô bị gia đình phớt lờ và bố mẹ của cô luôn luôn chìm đắm trong công việc.
Sayaka yêu Hikaru và vô tình công khai với Hikaru trong những hoạt động của trường. Cả hai bắt đầu hẹn hò và sẽ cùng nhau học chung trường cấp III, nhưng vì lý do công việc của bố mình, cô sẽ phải chuyển đến Kyushu trong mùa hè. Sayaka không còn liên lạc với Hikaru sau đó mặc dù cô đã hứa với cậu. Bất ngờ rằng, cô ấy đã trở về Tokyo vào năm 17 tuổi, và trở thành một diễn viên nổi tiếng dưới cái tên Sayaka Naruse (成瀬 爽歌, Naruse Sayaka), và học tại trường cấp III của Hikaru. Tuy nhiên, cô không nhớ bất cứ thứ gì về 2 năm trước, kể cả Hikaru, do sự chấn động tâm lý của cô khi bố mẹ qua đời. Sau khi nhớ lại hết mọi thứ, Sayaka đã giấu đi sự thật với Hikaru và chia tay với cậu, vì cô nghĩ rằng Hikaru không thể tha thứ cho cô. Trong khi giải đấu của Hikaru diễn ra, Sayaka đã chạy tới sàn đấu, thổ lộ mọi sự thật và bày tỏ tâm tư của mình với Hikaru thông qua câu diễn năm xưa trên sân thượng. Họ đã trở lại với nhau sau 2 năm xa cách. Năm 18 tuổi, hai người hứa rằng họ sẽ kết hôn với nhau sau khi họ hoàn thành ước mơ của mình. Năm 23 tuổi, cô trở thành một diễn viên nổi tiếng thực thụ. Cô đã có thai với Hikaru và sinh ra một cặp trai gái song sinh, một cô con gái tên Mao và cậu con trai tên Nao. Nửa năm sau khi sinh con, họ chính thức thuộc về nhau mãi mãi.
Hikaru Suzuki (鈴木 輝 Suzuki Hikaru) (鈴木 輝, Suzuki Hikaru)
Được lồng tiếng bởi: Hirofumi Oda (anime), Kōki Miyata (trò chơi)
Hikaru là một chàng trai 13 tuổi vui tính và tử tế, sinh ra trong một gia đình bình thường và có ước mơ trở thành một tuyển thủ bóng rổ chuyên nghiệp. Ban đầu, cậu chơi bóng chày, nhưng vì người bạn thanh mai trúc mã của mình, Chihiro, mắc một chấn thương khiến cô không thể chơi bóng rổ nữa, cậu đã ngỏ ý mong muốn ước mơ của cô trở thành sự thật bằng cách học chơi bóng rổ từ cô ấy và trở thành một tuyển thủ chuyên nghiệp.
Trong ngày đầu tiên học trung học cơ sở, Hikaru đã che chở cho Sayaka từ Shinobu và trở nên yêu thích với sự diễn xuất của cô, khuyến khích cô tự tin hơn. Cậu yêu cô và được cô đáp lại với tình cảm chân thành. Họ bắt đầu hẹn hò với nhau và dự định sẽ vào cùng trường cấp III. Tuy nhiên, vì lý do công việc của bố, cô đã chuyển đi đến Kyushu và cậu không còn gặp được cô suốt 2 năm cho đến khi cậu 17 tuổi. Mặc dù lúc đó, thực tế là Sayaka không nhớ gì về cậu, nhưng cậu vẫn kiên nhẫn và cương quyết chờ cô ấy cho tới khi cô nhớ lại mọi thứ. Trong giải đấu bóng rôt của cậu, Hikaru đã đoán ra Sayaka đã nhớ lại tất cả và mừng đến phát điên, sau đó cậu giành chiến thắng và sẽ tiếp tục mối quan hệ với cô sau 2 năm xa cách. Anh đã cầu hôn Sayaka vào năm 18 tuổi, nhưng anh ấy sẽ cưới cô sau khi cả hai hoàn thành xong ước mơ của mình. Năm 23 tuổi, cậu trở thành tuyển thủ bóng rổ vô địch và là một trong những nhân vật chủ chốt mang đến vinh quang cho đội tuyển của cậu. Anh sau đó đã biết tằng Sayaka đã có con với mình và họ đã chuyển đến sống với nhau lần đầu tiên. Sau khi Sayaka đã hạ sinh thành công một cặp trai gái song sinh, Hikaru đặt tên cho con trai là "Nao" và con gái là "Mao", dựa theo tên hai chữ cái đầu của bố mẹ Sayaka. Nửa năm sau khi những đứa trẻ được sinh ra, Hikaru kết hôn với Sayaka.
Shinobu Suzuki (鈴木 忍 Suzuki Shinobu) (鈴木 忍, Suzuki Shinobu)
Được lồng tiếng bởi: Ryō Iwasaki (anime), Takashi Kondou (trò chơi)
Shinobu có cùng tên họ với Hikaru, nhưng không có quan hệ họ hàng với anh; trong thực tế, cả hai đều không thích nhau. Shinobu sinh ra trong một gia đình giàu có và là một thiên tài trong thể thao và học hành rất tốt. Cậu rất nổi tiếng với con gái ở trường, nhưng thực ra cậu khá kiêu ngạo và ích kỷ. Mặc dù đã khinh thường cô trong suốt cuộc gặp gỡ đầu tiên của họ, Shinobu nhanh chóng yêu Chihiro, mặc dù anh biết cô đang tuyệt vọng vì Hikaru. Shinobu cũng là người đầu tiên nhận ra những suy nghĩ của Chihiro cho Hikaru và thường xuyên được miêu tả là người hiểu rõ Chihiro nhất. Tuy mang nỗi đau vì Chihiro yêu người khác, Shinobu vẫn tiếp tục theo đuổi cô trong hi vọng giúp cô thoát khỏi Hikaru. Sau khi được nghe về sự hi sinh của Hikaru cho Chihiro, cậu đã có quyết định trở thành một tuyển thủ bóng rổ chuyên nghiệp để làm gì đó cho cô thật tốt.
Trong năm cuối cấp II, Shinobu quyết định vào trường THPT Kaijou, và mời Chihiro cùng học với cậu. Ban đầu, cô đồng ý. Tuy nhiên, cuối cùng Chihiro đã ở lại với Hikaru để giúp cậu phấn chấn hơn; điều này khiến anh vô cùng đau khổ và thề sẽ không bao giờ yêu ai nữa. Vào năm 17 tuổi, Shinobu như là một người nổi tiếng với conn gái ở trường Kaijou, nhưng cậu đã trở thành một dân chơi. Cậu vẫn không quên Chihiro vì sự phản bội của cô với cậu, mặc dù cậu vẫn muốn giữ lại cảm xúc cho cô. Anh đã ngỏ ý sẽ trở lại với cô nếu anh thắng giải đấu bóng rổ lần này. Mặc dù đội tuyển của anh đã thua, nhưng họ đã quay lại với nhau sau 2 năm tình đơn phương và sự xa cách. Năm 23 tuổi, Shinobu tiếp quản công việc kinh doanh của bố cậu và cưới Chihiro. Một năm sau, hai người trở thành bố mẹ của cậu con trai tên Hiromu.
Chihiro Itō (伊藤 ちひろ Itō Chihiro)
Được lồng tiếng bởi: Mayu Isshiki (anime), Ayana Taketatsu (trò chơi)
Chihiro là bạn thuở nhỏ của Hikaru và đã có những tình cảm cho anh từ lúc họ còn bé, mặc dù cô biết rằng cậu yêu Sayaka; vì thế, cô luôn giấu những tình cảm của mình về phía Hikaru và hỗ trợ cậu. Cô cũng rất trưởng thành so với các bạn cùng lớp của cô và cô có ý chí mạnh mẽ; ngoài ra, cô cũng nổi tiếng vì sắc đẹp. Chihiro cũng  thông minh và chiến đấu, tự vệ rất giỏi. Suốt câu chuyện, cô luôn luôn được miêu tả là người vị tha và tốt bụng. Mặc dù Chihiro có khả năng quan sát và sự sắc sảo, cô lại khá "chậm chạp" trong những vấn đề của mình và không nhận ra tình cảm của Shinobu dành cho mình ban đầu. Chihiro là quản lý của đội tuyển bóng rổ ở trường, nhưng sự quan tâm của cô là dành cho môn thể thao trước đó - cô sử dụng để chơi bóng rổ và muốn trở thành một tuyển thủ chuyên nghiệp cho đến khi cô ấy bị chấn thương thương trong một cuộc thi và khiến cô không thể tiếp tục giấc mơ.
Mặc dù Chihiro yêu Hikaru, cô bắt đầu phát triển tình cảm của mình cho Shinobu khá tốt. Cô ban đầu sẽ cùng học trường THPT Kaijō với Shinobu, nhưng sau khi thấy sự đau khổ của Hikaru dồn nén bấy lâu nay khi không có Sayaka, cô đã ở lại với anh ấy thay vì đi theo Shinobu. Tận sau này, cô vẫn tiếp tục đổ lỗi cho mình khi đã làm Shinobu tổn thương sâu nặng. Khi Sayaka lại bước vào cuộc sống của họ, Chihiro từ bỏ tình yêu của mình với Hikaru sau khi cậu từ chối lời tỏ tình của mình. Sau nhiều sự cố liên quan đến cuộc hội ngộ của cô với Shinobu, Chihiro cuối cùng nhận ra rằng cô đã yêu Shinobu. Sau giải đấu, Chihiro đuổi theo Shinobu, bày tỏ cảm xúc của mình và hôn cậu, nói rằng cô yêu anh và hứa sẽ yêu anh hơn anh yêu cô. Cô thề rằng nửa đời sau của mình sẽ làm cho anh ấy hạnh phúc. Họ đã quay lại với nhau sau 2 năm tình đơn phương và sự xa cách. Năm 23 tuổi, Chihiro trở thành một giáo viên dạy tiếng Anh tại trường THCS Minami năm xưa và cưới Shinobu. Một năm sau, cô sinh ra một người con trai tên Hiromu.

### Nhân vật phụ
Erika Aoi (葵 エリカ Aoi Erika) (葵 エリカ, Aoi Erika)
Erika là một nữ diễn viên nổi tiếng và cũng là một thần đồng diễn xuất. Cô phát triển tình cảm với Hikaru. Cô đã từ bỏ Hikaru khi cô dần hiểu được tình cảm của Sayaka. Trong chương cuối của truyện, cô có một cô con gái với Takumi Shirota, tên là Sakura.
Haruka Aoi (葵 ハルカ Aoi Haruka) (葵 ハルカ, Aoi Haruka)
Haruka là em trai của Erika và là một học sinh ở trường THPT của Hikaru và Chihiro. Cậu thường bị nhầm lẫn là một cô gái do vẻ ngoài nữ tính của mình có tình cảm với Chihiro, vì cô là người đầu tiên nói rằng cậu là con trai. Cậu tham gia câu lạc bộ bóng rổ chỉ vì cô là người quản lý của đội bóng. Haruka cảm thấy bị đe dọa bởi sự hiện diện của Shinobu kể từ khi cậu đối xử với Chihiro và không thích cô/

#### Takumi Shirota(城田 巧,Shirota Takumi?)(城田 巧,Shirota Takumi?)
Takumi là bạn trai cũ của Sayaka. Anh đã giúp cô vượt qua cú sốc khi cha mẹ cô qua đời. Anh quyết tâm giữ cho cô không nhớ lại những sự kiện hai năm trước để bảo vệ sự ổn định tinh thần của cô và muốn cô ít tiếp xúc với Hikaru càng tốt. Tuy nhiên, anh đã thất bại khi cô nhớ lại mọi thứ và nhường Sayaka cho Hikaru. Và anh đã kêt hôn với Erika Aoi sinh ra một cô con gái là Sakura

## Phương tiện

### Truyện tranh
Suki Desu Suzuki-kun !! đã bắt đầu được vẽ trong tạp chí manga Shoujo Comic kể từ 20 yháng 10 năm 2008 và kết thúc vào ngày 26 tháng 9 năm 2012. Các chương được thu thập và xuất bản bởi nhà xuất bản Shogakukan dưới dạng tankōbon dưới nhãn Flower Comics. Có 18 tập truyện, tập đầu tiên phát hành vào ngày 24 tháng 12 năm 2008.

### Anime
Một bộ anime cho Suki Desu Suzuki-kun !! đã được phát hành vào ngày 18 tháng 12 năm 2009 trên dạng đĩa DVD cùng với tập đầu tiên của Sho-Comi. Bộ anime là một bộ phim hoạt hình tái hiện chương đầu tiên của truyện. Tập phim thứ hai cũng đã được phát hành trên đĩa DVD và được phân phối bởi Suzuki-kun!! fanbook vào ngày 26 tháng 7 năm 2010. Nó tái hiện chương 15 và 16 của truyện.

### Tiểu thuyết
Một bộ tiểu thuyết mang tên Suki Desu Suzuki-kun!! Pure White Love (好きです鈴木くん!!―ピュア・ホワイト・ラブ― Suki Desu Suzuki-kun!! Pyua Howaito Rabu) (好きです鈴木くん!!―ピュア・ホワイト・ラブ― Suki Desu Suzuki-kun!! Pyua Howaito Rabu/ Suzuki, I Love You - Tình yêu màu trắng)đã được viết bởi Yui Tokiumi, được giám sát và minh hoạ bởi Ikeyamada Go. Câu chuyện kể về mối quan hệ của Hikaru và Sayaka trong mùa đông năm Nhất của thời học cấp II, phần không được đề cập trong truyện. Nó được phát hành ngày 24 tháng 12 năm 2009.
Một cuốn tiểu thuyết thứ hai lại được viết bởi Tokuimi, có tiêu đề Suki Desu Suzuki-kun !! With Precious Heart (好 き で す 鈴木 く ん !! - ウ ィ ズ · プ レ シ ャ ス · ハ ー ト - Suki Desu Suzuki-kun !! Uizu Pureshasu Hato/ Suzuki, I Love You!! Với trái tim quý giá), được phát hành vào ngày 26 tháng 7 năm 2010. Câu chuyện diễn ra giữa tập 7 và 8 của truyện (trước khi các nhân vật học trường cấp III và sau khi các nhân vật học cấp III).
Ngoài ra, tác giả Ikeyamada Go còn bật mí về tiểu thuyết phần 3 của câu chuyện trong 2 trang cuối của tập 18. Rất có thể tiểu thuyết ở phần 3 sẽ nói về cuộc sống sau kết hôn của hai cặp đôi, và sự xuất hiện của cặp đôi mới: Takumi Shirota và Aoi Erika, màn cầu hôn chính thức của Shinobu với Chihiro cùng với nhật ký thai kỳ của Sayaka. 

### Trò chơi
Idea Factory đã phát hành một trò chơi cho Nintendo DS, có tiêu đề Suki Desu Suzuki-kun !! ~ Yo-nin no Suzuki-kun ~ (好 き で す 鈴木 く ん !! ~ 4 人 の 鈴木 く ん ~ Suki Desu Suzuki-kun !! ~ Yo-nin no Suzuki-kun ~) vào ngày 29 tháng 6 năm 2010. Trò chơi có bối cảnh là mùa hè năm nhất của các nhân vật khi học cấp II. Cùng với những nhân vật chính, hai nhân vật mới được thiết kế bởi Ikeyamada Go đã được giới thiệu với hai cái tên "Suzuki": Michiru Suzuki (? 鈴木 み ち る Suzuki Michiru) (được lồng tiếng bởi Soichiro Hoshi) và Hiroto Suzuki (? 鈴木 大 翔 Suzuki Hiroto) (được lồng tiếng bởi Yuichi Nakamura). Trò chơi sử dụng dàn diễn viên lồng tiếng hoàn toàn khác nhau, trái ngược khi sử dụng dàn diễn viên lồng tiếng cho bộ anime. Các phiên bản giới hạn của trò chơi đi kèm với một đĩa CD phim truyền hình gồm bốn nhân vật chính, sử dụng cùng diễn viên lồng tiếng cho trò chơi.

## Sự đón nhận của công chúng
Suki Desu Suzuki-kun !! là một trong những bộ truyện tranh shōjo bán chạy nhất tại Nhật Bản. Tập thứ hai của truyện bán được 53.139 bản trong tuần đầu tiên phát hành và 84.946 bản tất cả. Tập thứ ba hơi sụt giảm doanh số với 43.341 bản bán vào tuần đầu tiên phát hàng và 79.865 bản tất cả, nhưng đã được xếp hạng #9 trên bảng xếp hạng Tohan Comics với 64.362 bản trong tuần đầu tiên và 89.945 bản tất cả. Tập thứ năm đứng ở vị trí # 6 với 77.911 bản bán vào tuần đầu tiên phát hành. Tập thứ sáu bán được 58.972 bản trong tuần đầu tiên phát hành và 111.701 bản tất cả. Tập thứ bảy bán được 62.783 bản trong tuần đầu tiên phát hành và 117.021 bản tất cả. Tập thứ tám đứng đầu bảng xếp hạng Oricon Comics trong tuần đầu tiên của bán hàng với 113.202 bản hàng tuần và 113.710 bản tất cả. Đây là loạt truyện tranh bán chạy nhất đứng thứ 35 tại Nhật Bản vào năm 2011, với 1.264.317 bản. Bộ truyện đã bán được 1.607.178 bản trong suốt từ ngày 21 tháng 11 năm 2011 đến ngày 18 tháng 11 năm 2012.

Bộ truyện đã được xếp hạng thứ nhất trong top 10 bộ truyện tranh shojo "với những cảnh cảm động" trong tháng 7 năm 2010, theo ý kiến của Junon từ độc giả.